# Calanus simillimus
Calanus simillimus är en kräftdjursart som beskrevs av Giesbrecht 1902. Calanus simillimus ingår i släktet Calanus och familjen Calanidae. Inga underarter finns listade i Catalogue of Life.